# Рам (остров)
Рам (англ. Rùm, гэльск. Rùm) — один из Малых островов в составе Внутренних Гебридских островов, на западе Шотландии. Административно относится к округу Хайленд. Нынешнее написание, Rùm, напоминающее по написанию английское слово rum (ром), но произносящееся иначе, утвердилось лишь в конце XX века. До этого длительное время использовалось написание Rhum, поскольку бывший владелец острова, баронет Джордж Баллоу (George Bullough), не хотел быть «повелителем рома» (Laird of Rum).

## География
Рам — остров вулканического происхождения. Его горы подверглись эрозии во время плейстоценового оледенения. В настоящее время остров представляет интерес для экологов, в особенности в сфере изучения местной популяции благородного оленя. Также осуществляется программа по возрождению на острове популяции белохвостого орлана.
До XV века на острове водился местный подвид волков.

## История
Древнейшие обитатели появились на острове около 8 тыс. лет до н. э. — таким образом, это одно из древнейших мест обитания человека на территории Шотландии. От более поздних поселенцев — кельтов и скандинавов — осталось лишь незначительное количество артефактов и письменных упоминаний. Начиная с 12-13 веков остров принадлежал различным шотландским кланам. К концу 18 в. население острова выросло до 400 человек, однако в период 1826—1828 почти полностью исчезло в результате депортации горцев Шотландии. Семейство Баллоу (Bullough), владевшее островом, соорудило экзотический замок Кинлох в 1900 году. В 1957 г. остров приобрёл Совет по охране природы.

## Население
Рам — крупнейший в архипелаге Смолл-Айлс, 15-й по величине из островов Шотландии, однако число его постоянных жителей не превышает 30 человек, большинство которых живут в деревне Кинлох-Касл на восточном побережье, где находится исторический замок Кинлох.

## Экономика
Экономика острова полностью зависит от «Шотландского национального наследия» — государственного органа, управляющего островом.

## Транспорт
Паром соединяет остров с городом Маллейг.